# Andreas La Chenardière
Andreas La Chenardière, folkbokförd Andréas Julien Lachenardiere, född 3 september 1980 i Härlanda församling, Göteborg, är en svensk skådespelare. Han är utbildad på Teaterhögskolan i Stockholm 2001–2005.

## Filmografi
- 1999 – Nya tider (TV-serie)
- 2000 – En ängels tålamod (TV-serie)
- 2003 – Avstigning för samtliga
- 2005 – Som en tjuv om natten (kortfilm)
- 2005 – Krama mig
- 2006 – Inga tårar
- 2006 – Lite som du (TV-serie)
- 2006 – Coachen (TV-serie)
- 2006 – En uppstoppad hund (TV-serie)
- 2007 – Dart
- 2007 – En spricka i kristallen (TV-serie)
- 2010 – Främmande land
- 2011 – Septimo
- 2011 – Elsas värld (TV-serie)
- 2011 – Anno 1790 (TV-serie)
- 2012 – Högklackat (TV-serie)
- 2012 – Den sista dokusåpan (TV-serie)
- 2012 – Den starkare
- 2013 – Rosor, kyssar och döden
- 2014 – Kärlek deluxe
- 2014 – Krakel Spektakel
- 2015 – En delad värld (TV-serie)
- 2015 – Girls and Boys
- 2017 – Syrror (TV-serie)
- 2017 – Alex (TV-serie)
- 2018 – Advokaten (TV-serie)
- 2018 – Vår tid är nu (TV-serie)
- 2020 – Top Dog (TV-serie)
- 2020 – 12:13 (TV-serie)
- 2021 – Snabba Cash (TV-serie)

## Teater

### Roller
| År   | Roll                 | Produktion               | Regi            | Teater                 |
| ---- | -------------------- | ------------------------ | --------------- | ---------------------- |
| 2007 | Pan Polisman Stephen | Rock'n'roll Tom Stoppard | Margareta Garpe | Stockholms stadsteater |